# Indonesië op de Olympische Zomerspelen 1952

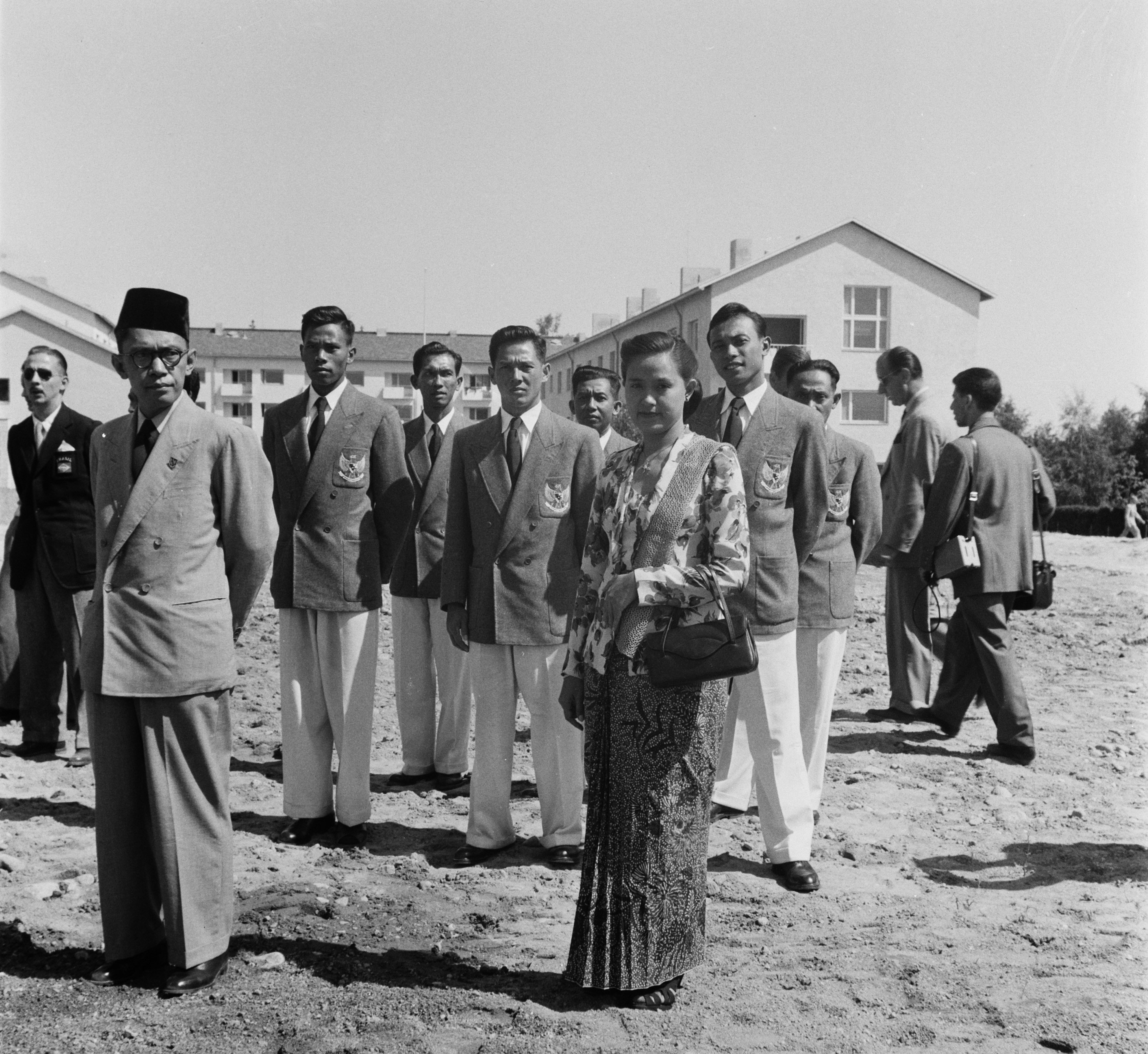
Indonesische Olympische ploeg 1952

Indonesië debuteerde op de Olympische Zomerspelen tijdens de Olympische Zomerspelen 1952 in Helsinki, Finland. Dit was drie jaar na de onafhankelijkheid in 1949. Er werden nog geen medailles gewonnen.

## Deelnemers en resultaten
(m) = mannen, (v) = vrouwen 

### Atletiek
| Olympiër         | Discipline       | Resultaat | Prestatie                                             |
| ---------------- | ---------------- | --------- | ----------------------------------------------------- |
| Maram Sudarmodjo | hoogspringen (m) | 20e       | kwalificatie: 26ste met 1,87m finale: 20ste met 1,80m |

### Gewichtheffen
| Olympiër       | Discipline  | Resultaat | Prestatie                                                                              |
| -------------- | ----------- | --------- | -------------------------------------------------------------------------------------- |
| Thio Ging Hwie | -67,5kg (m) | 8e        | drukken: 1ste met 105kg trekken: 18de met 92,5kg stoten: 6de met 130kg totaal: 327,5kg |

### Zwemmen
| Olympiër      | Discipline          | Resultaat | Prestatie              |
| ------------- | ------------------- | --------- | ---------------------- |
| Habib Suharko | 200m schoolslag (m) | 33e       | serie 5: 5de in 2.51,3 |

Argentinië · Australië · Bahama's · België · Bermuda · Birma · Brazilië · Brits-Guiana · Bulgarije · Canada · Ceylon · Chili · China · Cuba · Denemarken · Duitsland · Egypte · Filipijnen · Finland · Frankrijk · Goudkust · Griekenland · Groot-Brittannië · Guatemala · Hongarije · Hongkong · Ierland · IJsland · India · Indonesië · Iran · Israël · Italië · Jamaica · Japan · Joegoslavië · Libanon · Liechtenstein · Luxemburg · Mexico · Monaco · Nederland · Nederlandse Antillen · Nieuw-Zeeland · Nigeria · Noorwegen · Oostenrijk · Pakistan · Panama · Polen · Portugal · Puerto Rico · Roemenië · Saarland · Singapore ·  Sovjet-Unie · Spanje · Thailand · Trinidad en Tobago · Tsjecho-Slowakije · Turkije · Uruguay · Venezuela · Verenigde Staten · Vietnam · Zuid-Afrika · Zuid-Korea · Zweden · Zwitserland